# Pseudolituonella
Pseudolituonella es un género de foraminífero bentónico de la familia Coskinolinidae, de la superfamilia Coskinolinoidea, del suborden Orbitolinina y del orden Loftusiida. Su especie tipo es Pseudolituonella reicheli. Su rango cronoestratigráfico abarca desde el Cenomaniense hasta el Campaniense (Cretácico superior).

## Discusión
Clasificaciones previas incluían Pseudolituonella en la superfamilia Ataxophragmioidea, así como en el suborden Textulariina del orden Textulariida o en el orden Lituolida.

## Clasificación
Pseudolituonella incluye a las siguientes especies:
- Pseudolituonella conica
- Pseudolituonella gavonensis
- Pseudolituonella guerneti
- Pseudolituonella macedonica
- Pseudolituonella mariae
- Pseudolituonella reicheli